# Trojan (slawische Mythologie)
Trojan ist eine mythische Gestalt bei den Russen und Südslawen, welche den römischen Kaiser Trajan symbolisiert. Im Zuge der Eroberung Dakiens im Jahr 107 schob Trajan die Grenze des Römischen Reiches bis an die Karpaten vor und gelangte so vermutlich in den Wahrnehmungskreis der Slawen.
Bei den Südslawen erscheint Trojan in einer Reihe von Volkssagen (vgl. Vuk Karadžićs „Srpske narodne pripovijetke“). In Russland wird er im Choždenije Bogorodicy po mukamъ, im Slovo i otkrovenije sv. apostolъ und im Igorlied erwähnt.